# Gymnopais dichopticoides
Gymnopais dichopticoides är en tvåvingeart som beskrevs av Wood 1978. Gymnopais dichopticoides ingår i släktet Gymnopais och familjen knott. Inga underarter finns listade i Catalogue of Life.